# Guzmania sibundoyorum
Guzmania sibundoyorum är en gräsväxtart som beskrevs av Lyman Bradford Smith. Guzmania sibundoyorum ingår i släktet Guzmania och familjen Bromeliaceae. Inga underarter finns listade i Catalogue of Life.